# Kamareddi
Kamareddy ist eine Stadt im indischen Bundesstaat Telangana.
Die Stadt ist Hauptort des Distrikts Kamareddy. Kamareddi hat den Status einer Municipality. Die Stadt ist in 5 Wards gegliedert. Sie hatte am Stichtag der Volkszählung 2011 80.315 Einwohner, von denen 39.660 Männer und 40.655 Frauen waren. Die Alphabetisierungsrate lag 2011 bei 79,4 % und damit unter dem nationalen Durchschnitt für Städte. Hindus bilden mit einem Anteil von ca. 71 % die Mehrheit der Bevölkerung in der Stadt. Muslime bilden mit einem Anteil von ca. 28 % eine Minderheit.